# Campeonato Europeu de Esportes Aquáticos de 2021
O Campeonato Europeu de Esportes Aquáticos de 2021 foi a 35ª edição do evento organizado pela Liga Europeia de Natação (LEN). A competição foi realizada entre os dias 10 e 23 de maio de 2021, na Arena Danúbio, em Budapeste na Hungria. O evento contou com 73 provas com num total de 51 nacionalidades.  Originalmente, o campeonato ia realizar-se em maio de 2020,  mas devido à pandemia de COVID-19 teve que ser adiado. 

## Local do evento
Realizaram-se competições de natação, natação sincronizada, salto ornamental e natação de águas abertas. Os primeiros três desportos tiveram como sede as piscinas da Arena Danúbio, as competições de águas livres se efectuaram nas águas do lago Lupa.

## Calendário
| ● | Cerimónia de abertura | 1 | Finais | ● | Cerimónia de enceramento |

| Maio de 2021             | 10 seg | 11 ter | 12 qua | 13 qui | 14 sex | 15 sáb | 16 dom | 17 seg | 18 ter | 19 qua | 20 qui | 21 sex | 22 sáb | 23 dom | Finais por desporto |
| ------------------------ | ------ | ------ | ------ | ------ | ------ | ------ | ------ | ------ | ------ | ------ | ------ | ------ | ------ | ------ | ------------------- |
| Cerimónias               | ●      |        |        |        |        |        |        |        |        |        |        |        |        | ●      |                     |
| Saltos ornamentais       | 1      | 2      | 2      | 2      | 2      | 2      | 2      |        |        |        |        |        |        |        | 13                  |
| Natação de águas abertas |        |        | 2      | 2      |        | 1      | 2      |        |        |        |        |        |        |        | 7                   |
| Natação                  |        |        |        |        |        |        |        | 4      | 6      | 6      | 6      | 6      | 6      | 9      | 43                  |
| Natação artistica        | 2      | 1      | 2      | 1      | 3      | 1      |        |        |        |        |        |        |        |        | 10                  |
| Finais por dia           | 3      | 3      | 6      | 5      | 5      | 4      | 4      | 4      | 6      | 6      | 6      | 6      | 6      | 9      | 73                  |

## Medalhistas

### Natação
Os resultados foram os seguintes. 
Masculino
| Evento                   | Ouro                                                                                    | Ouro        | Prata                                                                              | Prata    | Bronze                                                                               | Bronze   |
| 50 m Livre detalhes      | Ari-Pekka Liukkonen · Finlândia                                                         | 21.61       | Benjamin Proud · Reino Unido                                                       | 21.69    | Kristian Golomeev · Grécia                                                           | 21.73    |
| 100 m Livre detalhes     | Kliment Kolesnikov · Rússia                                                             | 47.37       | Alessandro Miressi · Itália                                                        | 47.45    | Andrei Minakov · Rússia                                                              | 47.74    |
| 200 m Livre detalhes     | Martin Maliutin · Rússia                                                                | 1:44.79     | Duncan Scott · Reino Unido                                                         | 1:45.19  | Thomas Dean · Reino Unido                                                            | 1:45.34  |
| 400 m Livre detalhes     | Martin Maliutin · Rússia                                                                | 3:44.18     | Felix Auböck · Áustria                                                             | 3:44.63  | Danas Rapšys · Lituânia                                                              | 3:45.39  |
| 800 m Livre detalhes     | Myjailo Romanchuk · Ucrânia                                                             | 7:42.61     | Gregorio Paltrinieri · Itália                                                      | 7:43.62  | Gabriele Detti · Itália                                                              | 7:46.10  |
| 1500 m Livre detalhes    | Myjailo Romanchuk · Ucrânia                                                             | 14:39.89    | Gregorio Paltrinieri · Itália                                                      | 14:42.91 | Domenico Acerenza · Itália                                                           | 14:54.36 |
| 50 m Costas detalhes     | Kliment Kolesnikov · Rússia                                                             | 23.80       | Robert Glință · Roménia                                                            | 24.42    | Hugo González de Oliveira · Espanha                                                  | 24.47    |
| 100 m Costas detalhes    | Robert Glință · Roménia                                                                 | 52.88       | Hugo González de Oliveira · Espanha                                                | 52.90    | Apóstolos Jristu · GréciaYohann Ndoye Brouard · França                               | 52.97    |
| 200 m Costas detalhes    | Yevgueni Rylov · Rússia                                                                 | 1:54.46     | Luke Greenbank · Reino Unido                                                       | 1:54.62  | Roman Mityukov · Suíça                                                               | 1:56.33  |
| 50 m Peito detalhes      | Adam Peaty · Reino Unido                                                                | 26.21       | Ilia Shymanovich · Bielorrússia                                                    | 26.55    | Nicolò Martinenghi · Itália                                                          | 26.68    |
| 100 m Peito detalhes     | Adam Peaty · Reino Unido                                                                | 57.66       | Arno Kamminga · Países Baixos                                                      | 58.10    | James Wilby · Reino Unido                                                            | 58.58    |
| 200 m Peito detalhes     | Anton Chupkov · Rússia                                                                  | 2:06,.99    | Arno Kamminga · Países Baixos                                                      | 2:07.35  | Erik Persson · Suécia                                                                | 2:07.66  |
| 50 m Borboleta detalhes  | Szebasztián Szabó · Hungria                                                             | 23.00       | Andri Govorov · Ucrânia                                                            | 23.01    | Andrei Zhilkin · Rússia                                                              | 23.08    |
| 100 m Borboleta detalhes | Kristóf Milák · Hungria                                                                 | 50.18       | Iosif Miladinov · Bulgária                                                         | 50.93    | James Guy · Reino Unido                                                              | 50.99    |
| 200 m Borboleta detalhes | Kristóf Milák · Hungria                                                                 | 1:51.10     | Federico Burdisso · Itália                                                         | 1:54.28  | Tamás Kenderesi · Hungria                                                            | 1:54.43  |
| 200 m Medley detalhes    | Hugo González de Oliveira · Espanha                                                     | 1:56.76     | Jérémy Desplanches · Suíça                                                         | 1:56.95  | Alberto Razzetti · Itália                                                            | 1:57.25  |
| 400 m Medley detalhes    | Ilia Borodin · Rússia                                                                   | 4:10.02 WJR | Alberto Razzetti · Itália                                                          | 4:11.17  | Max Litchfield · Reino Unido                                                         | 4:11.56  |
| 4x100 m Livre detalhes   | Rússia · Andrei Minakov · Alexandr Shchogolev · Vladislav Grinev · Kliment Kolesnikov   | 3:10.41     | Reino Unido · Thomas Dean · Matthew Richards · James Guy · Duncan Scott            | 3:11.56  | Itália · Alessandro Miressi · Lorenzo Zazzeri · Thomas Ceccon · Manuel Frigo         | 3:11.87  |
| 4x200 m Livre detalhes   | Rússia · Martin Maliutin · Alexandr Shchogolev · Alexandr Krasnyj · Mijail Vekovishchev | 7:03.48     | Reino Unido · Thomas Dean · Matthew Richards · James Guy · Duncan Scott            | 7:04.61  | Itália · Stefano Ballo · Matteo Ciampi · Marco De Tullio · Stefano Dei Bicha         | 7:06.05  |
| 4x100 m Medley detalhes  | Reino Unido · Luke Greenbank · Adam Peaty · James Guy · Duncan Scott                    | 3:28.59     | Rússia · Kliment Kolesnikov · Kiril Prigoda · Mijail Vekovishchev · Andrei Minakov | 3:29.50  | Itália · Thomas Ceccon · Nicolò Martinenghi · Federico Burdisso · Alessandro Miressi | 3:29.93  |

Feminino
| Evento                   | Ouro                                                                            | Ouro     | Prata                                                                                       | Prata    | Bronze                                                                                     | Bronze   |
| 50 m Livre detalhes      | Ranomi Kromowidjojo · Países Baixos                                             | 23.97    | Pernille Blume · DinamarcaKatarzyna Wasick · Polónia                                        | 24.17    | Nenhum                                                                                     |          |
| 100 m Livre detalhes     | Femke Heemskerk · Países Baixos                                                 | 53.05    | Marie Wattel · França                                                                       | 53.32    | Anna Hopkin · Reino Unido                                                                  | 53.43    |
| 200 m Livre detalhes     | Barbora Seemanová · Chéquia                                                     | 1:56.27  | Federica Pellegrini · Itália                                                                | 1:56.29  | Freya Anderson · Reino Unido                                                               | 1:56.42  |
| 400 m Livre detalhes     | Simona Quadarella · Itália                                                      | 4:04.66  | Anna Yegorova · Rússia                                                                      | 4:06.05  | Boglárka Kapás · Hungria                                                                   | 4:06.90  |
| 800 m Livre detalhes     | Simona Quadarella · Itália                                                      | 8:20.23  | Anastasiya Kirpichnikova · Rússia                                                           | 8:21.86  | Anna Yegorova · Rússia                                                                     | 8:26.56  |
| 1500 m Livre detalhes    | Simona Quadarella · Itália                                                      | 15:53.59 | Anastasiya Kirpichnikova · Rússia                                                           | 16:01.06 | Martina Caramignoli · Itália                                                               | 16:05.81 |
| 50 m Costas detalhes     | Kira Toussaint · Países Baixos                                                  | 27.36    | Kathleen Dawson · Reino Unido                                                               | 27.46    | Maaike de Waard · Países Baixos                                                            | 27.74    |
| 100 m Costas detalhes    | Kathleen Dawson · Reino Unido                                                   | 58.49    | Margherita Panziera · Itália                                                                | 59.01    | Mariya Kameneva · Rússia                                                                   | 59.22    |
| 200 m Costas detalhes    | Margherita Panziera · Itália                                                    | 2:06.08  | Cassie Wild · Reino Unido                                                                   | 2:07.74  | Katalin Burián · Hungria                                                                   | 2:07.87  |
| 50 m Peito detalhes      | Benedetta Pilato · Itália                                                       | 29.35    | Ida Hulkko · Finlândia                                                                      | 30.19    | Yuliya Yefimova · Rússia                                                                   | 30.22    |
| 100 m Peito detalhes     | Sophie Hansson · Suécia                                                         | 1:05.69  | Arianna Castiglioni · Itália                                                                | 1:06.13  | Martina Carraro · Itália                                                                   | 1:06.21  |
| 200 m Peito detalhes     | Molly Renshaw · Reino Unido                                                     | 2:21.34  | Lisa Mamie · Suíça                                                                          | 2:22.05  | Yuliya Yefimova · Rússia                                                                   | 2:22.16  |
| 50 m Borboleta detalhes  | Ranomi Kromowidjojo · Países Baixos                                             | 25.30    | Mélanie Henique · França                                                                    | 25.46    | Emilie Beckmann · Dinamarca                                                                | 25.59    |
| 100 m Borboleta detalhes | Marie Wattel · FrançaAnna Dundunaki · Grécia                                    | 57.37    | Nenhum                                                                                      |          | Louise Hansson · Suécia                                                                    | 57.56    |
| 200 m Borboleta detalhes | Boglárka Kapás · Hungria                                                        | 2:06.50  | Katinka Hosszú · Hungria                                                                    | 2:08.14  | Svetlana Chimrova · Rússia                                                                 | 2:08.55  |
| 200 m Medley detalhes    | Anastasia Gorbenko · Israel                                                     | 2:09.99  | Abbie Wood · Reino Unido                                                                    | 2:10.03  | Katinka Hosszú · Hungria                                                                   | 2:10.12  |
| 400 m Medley detalhes    | Katinka Hosszú · Hungria                                                        | 4:34,76  | Viktória Mihályvári-Farkas · HungriaAimee Willmott · Reino Unido                            | 4:36,81  | Nenhum                                                                                     |          |
| 4x100 m Livre detalhes   | Reino Unido · Lucy Hope · Anna Hopkin · Abbie Wodd · Freya Anderson             | 3:34.17  | Países Baixos · Ranomi Kromowidjojo · Kira Toussaint · Marrit Steenbergen · Femke Heemskerk | 3:34.29  | França · Marie Wattel · Charlotte Bonnet · Anouchka Martin · Assia Touati                  | 3:35.92  |
| 4x200 m Livre detalhes   | Reino Unido · Lucy Hope · Tamryn van Selm · Holly Hibbott · Freya Anderson      | 7:53.15  | Hungria · Zsuzsanna Jakabos · Fanni Fábián · Laura Veres · Boglárka Kapás                   | 7:56.26  | Itália · Stefania Pirozzi · Sara Gailli · Simona Quadarella · Federica Pellegrini          | 7:56.72  |
| 4x100 m Medley detalhes  | Reino Unido · Kathleen Dawson · Molly Renshaw · Kathleen Stephens · Anna Hopkin | 3:54.01  | Rússia · Mariya Kameneva · Yuliya Yefimova · Svetlana Chimrova · Arina Surkova              | 3:56.25  | Itália · Margherita Panziera · Arianna Castiglioni · Elena Dei Liddo · Federica Pellegrini | 3:56.30  |

Equipe mista
| Evento                  | Ouro                                                                    | Ouro      | Prata                                                                                  | Prata   | Bronze                                                                                    | Bronze  |
| 4x100 m Livre detalhes  | Reino Unido · Duncan Scott · Thomas Dean · Anna Hopkin · Freya Anderson | 3:22.07 = | Países Baixos · Stan Pijnenburg · Jesse Puts · Ranomi Kromowidjojo · Femke Heemskerk   | 3:22.26 | Itália · Alessandro Miressi · Thomas Ceccon · Federica Pellegrini · Silvia Dei Pietro     | 3:22.64 |
| 4x200 m Livre detalhes  | Reino Unido · Thomas Dean · James Guy · Abbie Wood · Freya Anderson     | 7:26.67   | Itália · Stefano Ballo · Stefano Dei Bicha · Federica Pellegrini · Margherita Panziera | 7:29.35 | Rússia · Alexandr Shchogolev · Alexandr Krasnyj · Anna Egorova · Anastasiya Kirpichnikova | 7:31.54 |
| 4x100 m Medley detalhes | Reino Unido · Kathleen Dawson · Adam Peaty · James Guy · Anna Hopkin    | 3:38.82 , | Países Baixos · Kira Toussaint · Arno Kamminga · Nyls Korstanje · Femke Heemskerk      | 3:41.28 | Itália · Margherita Panziera · Nicolò Martinenghi · Elena Dei Liddo · Alessandro Miressi  | 3:42.30 |

### Natação artística
Os resultados foram os seguintes. 
Feminino
| Evento                         | Ouro | Ouro         | Prata | Prata        | Bronze | Bronze      |
| Solo Livre detalhes            | Varvara Subbotina · Rússia | 96,4333      | Marta Fiedina · Ucrânia | 93,7000      | Evanyelía Platanioti · Grécia | 90,8000     |
| Solo Técnica detalhes          | Marta Fiedina · Ucrânia | 91,8455 pts. | Evanyelía Platanioti · Grécia | 89,2897 pts. | Vasilina Jandoshka · Bielorrússia | 87,7173 pts |
| Dueto Livre detalhes           | Svetlana Kolesnichenko · Svetlana Romashina · Rússia | 97,9000      | Marta Fiedina · Anastasiya Savchuk · Ucrânia | 94,3333      | Anna Maria Alexandri · Eirini Marina Alexandri · Áustria | 90,8667     |
| Dueto Técnica detalhes         | Svetlana Kolesnichenko · Svetlana Romashina · Rússia | 96,2904      | Marta Fiedina · Anastasiya Savchuk · Ucrânia | 92,6862      | Anna Maria Alexandri · Eirini Marina Alexandri · Áustria | 89,4592     |
| Equipe Livre detalhes          | Ucrânia · Maryna Alexiva · Vladyslava Alexiva · Marta Fiedina · Kateryna Reznik · Anastasiya Savchuk · Alina Shynkarenko · Xeniya Sydorenko · Yelyzaveta Yajn                                             | 95,0667      | Espanha · Abril Conesa Prieto · Berta Ferreras Sanz · Meritxell Mas Pujadas · Alisa Ozhogina · Paula Ramírez Ibáñez · Sara Saldaña López · Íris Tió Casas · Blanca Toledano Laut                               | 91,2333      | Israel · Eden Blecher · Shelly Bobritsky · Maya Dorf · Noy Gazala · Catherine Kunin · Nikol Nahshonov · Ariel Nassee · Polina Prikazchikova                                                                    | 86,8000     |
| Equipe Técnica detalhes        | Rússia · Vlada Chigiriova · Marina Goliadkina · Veronika Kalinina · Svetlana Kolesnichenko · Polina Komar · Svetlana Romashina · Asa Shishkina · Mariya Shurochkina                                       | 95,6705      | Ucrânia · Maryna Alexiva · Vladyslava Alexiva · Marta Fiedina · Kateryna Reznik · Anastasiya Savchuk · Alina Shynkarenko · Xeniya Sydorenko · Yelyzaveta Yajn                                                  | 92,3920      | Espanha · Ona Carbonell · Berta Ferreras Sanz · Meritxell Mas Pujadas · Alisa Ozhogina · Paula Ramírez Ibáñez · Sara Saldaña López · Íris Tió Casas · Blanca Toledano Laut                                     | 89,7700     |
| Combinação de Rotinas detalhes | Ucrânia · Maryna Alexiva · Vladyslava Alexiva · Olesia Derevianchenko · Marta Fiedina · Veronika Hryshko · Kateryna Reznik · Anastasiya Savchuk · Alina Shynkarenko · Xeniya Sydorenko · Yelyzaveta Yajno | 94,7000      | Grécia · María Alziguzi-Kominea · Eleni Deliyanni · Eleni Fragaki · Krystalenia Yalamá · Pinelopi Karamesiu · Zoí Karányelu · Danái Kariori · Andriana Misikevych · Yeoryía Vasilopulu · Violeta Zuzuni        | 89,1000      | Bielorrússia · Vera Butsel · Marharyta Kiryliuk · Hanna Koutsun · Yana Kudzina · Xeniya Kuliashova · Anastasiya Navasiolava · Valeryia Puz · Anastasiya Suvalava · Xeniya Tratseuskaya · Aliaxandra Vysotskaya | 86,0667     |
| Rotina de Destaque detalhes    | Ucrânia · Maryna Alexiva · Vladyslava Alexiva · Marta Fiedina · Veronika Hryshko · Anna Nosova · Kateryna Reznik · Anastasiya Savchuk · Alina Shynkarenko · Xeniya Sydorenko · Yelyzaveta Yajno           | 95,3000      | Bielorrússia · Vera Butsel · Marharyta Kiryliuk · Hanna Koutsun · Yana Kudzina · Xeniya Kuliashova · Anastasiya Navasiolava · Valeryia Puz · Anastasiya Suvalava · Xeniya Tratseuskaya · Aliaxandra Vysotskaya | 86,5667      | Hungria · Niké Barta · Katalin Csilling · Linda Farkas · Boglárka Gács · Lilien Götz · Hanna Hatala · Szabina Hungler · Adelin Regényi · Luca Rényi · Anna Viktória Szabó                                      | 79,1000     |

Misto
| Evento                 | Ouro                                              | Ouro    | Prata                                          | Prata   | Bronze                                     | Bronze  |
| Dueto Livre detalhes   | Olesia Platonova · Alexandr Maltsev · Rússia      | 93,9333 | Emma García García · Pau Ribes Cullà · Espanha | 86,5333 | Isotta Sportelli · Nicolò Ogliari · Itália | 81,8667 |
| Dueto Técnica detalhes | Maiya Gurbanberdiyeva · Alexandr Maltsev · Rússia | 91,7963 | Emma García García · Pau Ribes Cullà · Espanha | 84,8694 | Isotta Sportelli · Nicolò Ogliari · Itália | 77,4281 |

### Maratona Aquática
Os resultados foram os seguintes. 
Masculino
| Evento         | Ouro                          | Ouro      | Prata                         | Prata     | Bronze                       | Bronze    |
| 5 km detalhes  | Gregorio Paltrinieri · Itália | 55:43.3   | Marc-Antoine Olivier · França | 55:45.1   | Dario Verani · Itália        | 55:46.6   |
| 10 km detalhes | Gregorio Paltrinieri · Itália | 1:51:30.6 | Marc-Antoine Olivier · França | 1:51:41.7 | Florian Wellbrock · Alemanha | 1:51:42.0 |
| 25 km detalhes | Axel Reymond · França         | 4:35:59.8 | Matteo Furlan · Itália        | 4:36:05.1 | Kiril Abrosimov · Rússia     | 4:36:06.2 |

Feminino
| Evento         | Ouro                                  | Ouro      | Prata                          | Prata     | Bronze                    | Bronze    |
| 5 km detalhes  | Sharon van Rouwendaal · Países Baixos | 58:45.2   | Giulia Gabbrielleschi · Itália | 58:49.3   | Océane Cassignol · França | 58:51.4   |
| 10 km detalhes | Sharon van Rouwendaal · Países Baixos | 1:59:12.7 | Anna Olasz · Hungria           | 1:59:13.0 | Rachele Bruni · Itália    | 1:59:15.1 |
| 25 km detalhes | Lea Boy · Alemanha                    | 4:53:57.0 | Lara Grangeon · França         | 4:54:58.4 | Barbara Pozzobon · Itália | 4:54:58.7 |

Equipe mista
| Evento          | Ouro                                                                                      | Ouro    | Prata                                                              | Prata   | Bronze                                                                  | Bronze  |
| Equipe detalhes | Rachele Bruni · Giulia Gabbrielleschi · Gregorio Paltrinieri · Domenico Acerenza · Itália | 54:09.0 | Lea Boy · Leonie Beck · Rob Muffels · Florian Wellbrock · Alemanha | 54:18.0 | Réka Rohács · Anna Olasz · Dávid Betlehem · Kristóf Rasovszky · Hungria | 54:18.5 |

### Saltos Ornamentais
Os resultados foram os seguintes. 
Masculino
| Evento                                | Ouro                                       | Ouro        | Prata                                         | Prata       | Bronze                                        | Bronze      |
| Trampolim 1 m individual detalhes     | Patrick Hausding · Alemanha                | 427,75 pts. | Jack Laugher · Reino Unido                    | 402,90 pts. | Giovanni Tocci · Itália                       | 402,50 pts. |
| Trampolim 3 m individual detalhes     | Yevgueni Kuznetsov · Rússia                | 525,20      | Nikita Shleijer · Rússia                      | 505,80      | Martin Wolfram · Alemanha                     | 484,65      |
| Trampolim 3 m sincronizado detalhes   | Patrick Hausding · Lars Rüdiger · Alemanha | 426,78      | Yevgueni Kuznetsov · Nikita Shleijer · Rússia | 415,47      | Olexandr Horshkovozov · Oleh Kolodi · Ucrânia | 409,92      |
| Plataforma 10 m individual detalhes   | Alexandr Bondar · Rússia                   | 564,35      | Thomas Daley · Reino Unido                    | 533,30      | Viktor Minibayev · Rússia                     | 530,05      |
| Plataforma 10 m sincronizado detalhes | Thomas Daley · Matthew Lee · Reino Unido   | 477,57      | Alexandr Bondar · Viktor Minibayev · Rússia   | 471,96      | Fraude Barthel · Patrick Hausding · Alemanha  | 424,32      |

Feminino
| Evento                                | Ouro                                               | Ouro        | Prata                                       | Prata       | Bronze                                        | Bronze     |
| Trampolim 1 m individual detalhes     | Elena Bertocchi · Itália                           | 259,90 pts. | Michelle Heimberg · Suíça                   | 255,55 pts. | Chiara Pellacani · Itália                     | 254,15 pts |
| Trampolim 3 m individual detalhes     | Tina Punzel · Alemanha                             | 330,85      | Chiara Pellacani · Itália                   | 321,15      | Emma Gullstrand · Suécia                      | 319,60     |
| Trampolim 3 m sincronizado detalhes   | Lena Hentschel · Tina Punzel · Alemanha            | 307,29      | Elena Bertocchi · Chiara Pellacani · Itália | 307,20      | Uliana Kliuyeva · Vitaliya Koroliova · Rússia | 291,00     |
| Plataforma 10 m individual detalhes   | Anna Konanyjina · Rússia                           | 365,25      | Yuliya Timoshinina · Rússia                 | 329,20      | Andrea Spendolini-Sirieix · Reino Unido       | 326,60     |
| Plataforma 10 m sincronizado detalhes | Yekaterina Beliayeva · Yuliya Timoshinina · Rússia | 307,44      | Eden Cheng · Lois Toulson · Reino Unido     | 290,58      | Xeniya Danço · Sofiya Lyskun · Ucrânia        | 286,74     |

Misto
| Evento                                | Ouro                                                                                    | Ouro   | Prata                                                                                     | Prata  | Bronze                                                                        | Bronze |
| Trampolim 3 m sincronizado detalhes   | Chiara Pellacani · Matteo Santoro · Itália                                              | 300,69 | Tina Punzel · Lou Massenberg · Alemanha                                                   | 294,27 | Vitaliya Koroliova · Ilia Molchanov · Rússia                                  | 289,50 |
| Plataforma 10 m sincronizado detalhes | Xeniya Danço · Olexi Sereda · Ucrânia                                                   | 325,68 | Noah Williams · Andrea Spendolini-Sirieix · Reino Unido                                   | 307,32 | Yekaterina Beliayeva · Viktor Minibayev · Rússia                              | 302,58 |
| Equipe detalhes                       | Kristina Ilinyj · Yevgueni Kuznetsov · Yekaterina Beliayeva · Viktor Minibayev · Rússia | 431,80 | Chiara Pellacani · Andreas Larsen · Sarah Jodoin Dei Maria · Riccardo Giovannini · Itália | 428,00 | Tina Punzel · Patrick Hausding · Christina Wassen · Lou Massenberg · Alemanha | 421,00 |

## Quadro de medalhas
| Ordem | País          | Medalha de ouro | Medalha de prata | Medalha de bronze | Total |
| ----- | ------------- | --------------- | ---------------- | ----------------- | ----- |
| 1     | Rússia        | 20              | 9                | 13                | 42    |
| 2     | Reino Unido   | 12              | 13               | 7                 | 32    |
| 3     | Itália        | 10              | 14               | 20                | 44    |
| 4     | Ucrânia       | 7               | 5                | 2                 | 14    |
| 5     | Países Baixos | 6               | 5                | 1                 | 12    |
| 6     | Hungria       | 5               | 4                | 6                 | 15    |
| 7     | Alemanha      | 5               | 2                | 4                 | 11    |
| 8     | França        | 2               | 5                | 3                 | 10    |
| 9     | Espanha       | 1               | 4                | 2                 | 7     |
| 10    | Grécia        | 1               | 2                | 3                 | 6     |
| 11    | Finlândia     | 1               | 1                | 0                 | 2     |
| 11    | Roménia       | 1               | 1                | 0                 | 2     |
| 13    | Suécia        | 1               | 0                | 3                 | 4     |
| 14    | Israel        | 1               | 0                | 1                 | 2     |
| 15    | Chéquia       | 1               | 0                | 0                 | 1     |
| 16    | Suíça         | 0               | 3                | 1                 | 4     |
| 17    | Bielorrússia  | 0               | 2                | 2                 | 4     |
| 18    | Áustria       | 0               | 1                | 2                 | 3     |
| 19    | Dinamarca     | 0               | 1                | 1                 | 2     |
| 20    | Bulgária      | 0               | 1                | 0                 | 1     |
| 20    | Polónia       | 0               | 1                | 0                 | 1     |
| 12    | Lituânia      | 0               | 0                | 1                 | 1     |
| Total | Total         | 74              | 74               | 72                | 220   |

Legenda
| Recorde mundial       | Recorde mundial (World record)               |                       | Recorde africano                      | Recorde africano (African) |                                           | Q | Classificado por posição (Qualified) |
| Recorde do campeonato | Recorde do campeonato (Championship record)  | Recorde da América    | Recorde da América (Americas)         | q                          | Classificado por melhor tempo (Qualified) |   |                                      |
| Melhor marca do ano   | Melhor marca do ano (World leading)          | Recorde asiático      | Recorde asiático (Asian)              | DNS                        | Não largou (Did not start)                |   |                                      |
| Recorde nacional      | Recorde nacional (National record)           | Recorde europeu       | Recorde europeu (European)            | DNF                        | Não terminou (Did not finish)             |   |                                      |
| Recorde pessoal       | Recorde pessoal do atleta (Personal best)    | Recorde da Oceania    | Recorde da Oceania (Oceania)          | DSQ / DQ                   | Desclassificado (Disqualified)            |   |                                      |
| Recorde da temporada  | Recorde da temporada do atleta (Season best) | Recorde sul-americano | Recorde sul-americano (South America) | NM                         | Sem marca (No mark)                       |   |                                      |